# Jacob (Daniël) van den Bergh
Jacob Daniël van den Bergh (Lith, 2 januari 1846 - Nijmegen, 31 oktober 1921) was een Joods handelaar die mede aan de wieg stond van het Bergoss concern.
Zijn vader, Daniël van den Bergh, was in 1856 in Oss een zogenaamde 'wattenmolen' begonnen, die zou uitgroeien tot een grote tapijtfabriek. Jacobs oom was Simon van den Bergh, de oprichter van wat later Unilever zou worden.